# Cheilosia laeviseta
Cheilosia laeviseta es una especie de sírfido distribuida por Europa.